# Christian Gottfried Nicolai
Christian Gottfried Nicolai (* 19. November 1702 in Wiernsheim; † 16. April 1783 in Ötisheim) war ein deutscher lutherischer Theologe und Verfasser der Memorabilia Oetisheimensia.
Nicolai war der Sohn des Pfarrers Johann Gottfried Nicolai, dessen Uropa Melchior Nicolai  und dessen Oma Anna Dorothea Osiander, Ur-Urenkelin des deutschen Reformators Andreas Osiander, war. Er studierte auf eigene Kosten in Tübingen Theologie. Sein Magisterexamen legte er 1721 ab. 1730 trat er als Vikar eine Stelle in Ötisheim an, da er auch von seinem Vorgänger, dem Pfarrer Tobias Ruoff zu seinem Nachfolger wählte. 2 Jahre später wurde er Nebenpfarrer und heiratete Christina Elisabetha Ruoff, die Tochter des Tobias Ruoff. Mit ihr hatte er 5 Kinder. Eines seiner Kinder, Ernestine Friderica, heiratete 1767 Jakob Nikolaus Hesler, Professor in Denkendorf und Autor zweier Schriften. Insgesamt war er dreimal verheiratet und hatte 10 Kinder. Ab 1734 übernahm er die gesamte Amtsgeschäfte. 1756 verfügte Herzog Carl Eugen eine Dienstentlassung, weil Nicolai den katholischen Gottesdienst geschmäht haben sollte, doch das Konsistorium in Stuttgart stand hinter Nicolai und beließ ihn auf seine Stelle.
1784 verfasste er die Memorabilia Oetisheimensia (Ötisheimer Denkwürdigkeiten).
Nicolai starb mit 80 Jahren in Ötisheim an einen Schlaganfall.

## Werke
- Memorabilia Oetisheimensia, 1784